# Haptofiti
Haptofiti (lat. Haptophyta), koljeno kromista podijeljeno na 3 imenovana razreda sa 1 509 vrsta. Dio je podcarstva Hacrobia.

## Razredi
1. Coccolithophyceae Rothmaler
2. Haptophyta incertae sedis
3. Pavlovophyceae (Cavalier-Smith) J.C.Green & Medlin
4. Rappephyceae M.Kawachi, R.Kamikawa & T.Nakayama 1

## Vanjske poveznice
|  | Zajednički poslužitelj ima još gradiva o temi Haptophyta |
|  | Wikivrste imaju podatke o taksonu Haptophyta             |